# Johann Christoph Pepusch
Johann Christoph Pepusch (1667- 20 de julho de 1752) foi um compositor
alemão, que passou a maior parte da sua vida profissional na Inglaterra.
Aos quatorze anos foi para a Corte do Reino da Prússia. Em 1710 na Inglaterra, foi um dos fundadores da The Academy of Vocal Music, e em 1726 foi renomeado na The Academy of Ancient Music, onde permaneceu Diretor, até sua morte em 1752, quando foi sucedido por Benjamin Cooke. Em Londres, Pepusch trabalhou juntamente com Handel em Cannons.
Pepusch é conhecido pelo seu arranjo músical para o The Beggar's Opera (1728) - com libretto de John Gay, compôs muitas outras obras, como música sacra, concertos trio sonatas para oboé, violino e baixo contínuo, peças clássicas como Sonata em Fá Maior para flauta.